# Arthur Ashley
Arthur Ashley (New York, 6 ottobre 1886 – Long Island, 28 dicembre 1970) è stato un attore, regista e sceneggiatore statunitense.

## Filmografia

### Attore
- The Two Penitents - cortometraggio (1912)
- Sealed Lips, regia di John Ince (1915)
- The Struggle, regia di John Ince (1915)
- Tangled Fates, regia di Travers Vale (1916)
- What Happened at 22, regia di George Irving (1916)
- Miss Petticoats, regia di Harley Knoles (1916)
- The Summer Girl, regia di Edwin August (1916)
- The Revolt, regia di Barry O'Neil (1916)
- The Gilded Cage, regia di Harley Knoles (1916)
- The Men She Married, regia di Travers Vale (1916)
- A Woman Alone, regia di Harry Davenport (1917)
- The Bondage of Fear, regia di Travers Vale (1917)
- The Social Leper, regia di Harley Knoles (1917)
- The Page Mystery , regia di Harley Knoles (1917)
- Moral Courage, regia di Romaine Fielding (1917)
- The Divorce Game, regia di Travers Vale (1917)
- The Iron Ring, regia di George Archainbaud (1917)
- The Guardian, regia di Arthur Ashley (1917)
- Rasputin, the Black Monk, regia di Arthur Ashley (1917)
- Shall We Forgive Her?, regia di Arthur Ashley (1917)
- The Marriage Market, regia di Arthur Ashley (1917)
- The Beautiful Mrs. Reynolds , regia di Arthur Ashley (1918)
- Broken Ties, regia di Arthur Ashley (1918)
- The American Way, regia di Frank Reicher (1919)
- The Praise Agent, regia di Frank Hall Crane (1919)
- Forest Rivals, regia di Harry O. Hoyt (1919)
- Breaking Home Ties, regia di George K. Rolands, Frank N. Seltzer (1922)

### Regista
- The Guardian (1917)
- Rasputin, the Black Monk (1917)
- Shall We Forgive Her? (1917)
- The Marriage Market (1917)
- The Beautiful Mrs. Reynolds  (1918)
- Broken Ties (1918)
- Oh Mary Be Careful (1921)